# Портер (пиво)
По́ртер (от англ. porter — «носильщик») — стиль пива, который появился в Лондоне и его окрестностях в начале XVIII века. Он был хорошо охмелён и имел тёмный цвет благодаря использованию коричневого солода. Название произошло от популярности среди уличных и речных носильщиков.
Производится не менее чем из двух видов солодов (в том числе тёмного — для окрашивания пива в цвет от тёмно-коричневого до чёрного), жёлтого тростникового сахара, большого количества хмеля (по сравнению с другими сортами пива) и дрожжей верховых пород. Крепкий портер часто воспринимается как синоним стаута, хотя в отличие от портера при производстве стаута должен использоваться жжёный солод.
Популярность портера была значительной, и он стал первым стилем пива, который стали варить по всему миру. К концу XVIII века портер производили в Ирландии, Северной Америке, Швеции и России.

## История

### XVIII и XIX века
Впервые портер был упомянут в 1721 году, как выдержанное в пивоварне развитие коричневого пива, которое уже производилось в Лондоне и поставлялось публичным торговцам для выдержки и смешивания в соответствии со вкусами их клиентов. Нововведение приписывается пивовару из Шордича Ральфу Харвуду из пивоварни Bell Brewhouse.
До 1700 года лондонские пивовары отправляли свое пиво очень свежим («мягким», англ. Mild), а выдержка пива (англ. Stale) осуществлялась либо самим владельцем, либо дилером, при этом смеси Milds и Stales часто продавались публике. Портер был одним из первых сортов пива, который выдерживался на пивоварне и отправлялся в продажу в состоянии, пригодном для немедленного употребления. Это был также стиль, который можно было производить в больших масштабах, и лондонские производители портера, такие как Уитбред, Труман, Парсонс и Трэйл, добились экономии на масштабах и финансового успеха.
Ранние лондонские портеры были крепкими сортами пива по современным стандартам. Первые опыты в 1770-х годах зафиксировали, что портер имел первоначальную плотность 1,071 и 6,6 % алкоголя. Увеличение налогов во время наполеоновских войн привело к снижению плотности до 1,055, где она оставалась до конца XIX века. Популярность этого стиля побудила пивоваров производить портеры различной крепости. Вначале это были портеры Single Stout Porter плотностью около 1,066, Double Stout Porter (например, Guinness) — 1,072, Triple Stout Porter — 1,078, Imperial Stout Porter — 1,095 и другие. С развитием XIX века суффиксы портеров постепенно исчезали.

Крупные лондонские пивоварни по производству портера стали пионерами многих технологических достижений, таких как использование термометра (около 1760 года) и ареометра (1770 год). Использование последнего изменило характер портера. Первые портеры варились из 100 % коричневого солода. Теперь пивовары могли точно измерить выход солода, который они использовали, и заметили, что коричневый солод, хотя и дешевле светлого солода, дает лишь на две трети больше ферментируемого материала. Когда налог на солод был увеличен, чтобы помочь оплатить Наполеоновскую войну, у пивоваров появился стимул использовать меньше солода. Они решили использовать определённую долю светлого солода и добавлять красители, чтобы получить ожидаемый оттенок. Когда в 1816 году был принят закон, разрешающий использовать в производстве пива только солод и хмель, пивовары оказались в затруднительном положении. Их проблема была решена благодаря изобретению Уилером в 1817 году почти чёрного (обжигаемого) патентованного солода. Теперь можно было варить портер из 95 % светлого солода и 5 % патентованного солода, хотя большинство лондонских пивоваров продолжали использовать немного коричневого солода для аромата. 
Примерно до 1800 года весь лондонский портер выдерживался в больших чанах, часто вмещавших несколько сотен бочек, в течение 6-18 месяцев, после чего его переливали в бочки меньшего объёма для доставки в пабы. Выдержка всего портера была признана излишней. Небольшое количество сильно выдержанного пива (18 месяцев и более), смешанного со свежим или «мягким» портером, давало вкус, схожий со вкусом выдержанного пива. Это был более дешёвый метод производства портера, так как требовалось меньше пива для длительного хранения. Обычно смешивают примерно две части молодого пива к одной части старого.
После 1860 года, когда популярность портера и выдержанного вкуса стала ослабевать, портер все чаще продавался «мягким». В последние десятилетия века многие пивоварни прекратили производство портера, но продолжали варить один или два стаута. Те, кто продолжал выпускать портер, варили его слабее и с меньшим количеством хмеля. В период с 1860 по 1914 год плотность снизилась с 1,058 до 1,050, а количество хмеля — с двух до одного фунта на 36-галлонную бочку.
С конца XVIII века экспортировался из Англии в Россию. В послании к Жуковскому (1812 год) К. Батюшков славит «И портер выписной, И сочны апельсины, И с трюфлями пирог, Весь Амальтеи рог».

### XX и XXI века
Во время Первой мировой войны в Великобритании нехватка зерна привела к ограничению крепости пива. В Ирландии действовали менее строгие правила, что позволило ирландским пивоварам, таким как Гиннесс, продолжать варить пиво, близкое по крепости к довоенному. Английские пивоварни продолжали варить целый ряд бутылочных, а иногда и разливных стаутов до Второй мировой войны и после неё. Во время Второй мировой войны, из-за официальной политики нейтралитета Ирландского Свободного государства, этот период технически не считался военным временем, но страна страдала от нехватки ресурсов и последующего рационирования, как и Великобритания, поэтому этот период был официально назван чрезвычайным. Они были значительно слабее довоенных версий (с 1,055-1,060 до 1,040-1,042) и примерно такой же крепости, как портер в 1914 году. Потребление портера, место которого теперь занимал стаут, неуклонно снижалось, и последний портер был произведен в 1941 году.
Anchor Brewing Company начала варить портер в 1972 году и разлила его в бутылки в 1974 году, что положило начало возрождению стиля, которое началось в 1978 году, когда микропивоварня Penrhos представила портер. Чуть позже Тимоти Тейлор из Йоркшира, начал варить портер. Сейчас портер варят десятки пивоварен в Британии, при этом Fuller’s London Porter завоевал золотую и серебряную медали на Международных конкурсах пива и сидра в 1999, 2000 и 2002 годах и другие награды.
Многие пивоварни варят портеры в широком ассортименте, включая тыквенный, медовый, ванильный, сливовый и шоколадный. Специализированные сорта портера продолжают традицию выдержки в бочках, причем нередко используются бочки из-под бурбона.

## Балтийский портер
Имперские стауты, экспортируемые из Великобритании XVIII века в Российскую империю, получили распространение на берегах Балтийского моря. В условиях «континентальной блокады» и после введения Россией запретительного таможенного тарифа (1822) они были воссозданы на месте с использованием местных ингредиентов и традиций пивоварения, получив название «балтийский портер». Ранние версии (до конца XIX века) производились верховым (тёплым) брожением, затем многие пивоварни начали варить портер с низовым брожением, поэтому технически такое пиво — лагер. Балтийские портеры обычно имеют минимальную плотность 18° и высокое содержание алкоголя, более 10 %. Они производятся в Финляндии, Эстонии, Латвии, Литве, Чехии, Германии, Польше, России, Украине, Дании, Швеции и США.
Балтийский портер является фирменным напитком многих польских пивоваренных заводов, старейший в стране был произведен компанией Żywiec в 1881 году. Финская компания Sinebrychoff варит балтийский портер в Хельсинки с 1860-х годов, а эстонская Põhjala — новичок, специализирующийся на производстве выдержанного в бочках портера. В Дании слово «портер» является синонимом «имперского стаута», а балтийский портер Wiibroe (сейчас его варит Carlsberg) известен под обоими названиями.
День балтийского портера, инициированный в Польше в 2016 году Марцином Хмеляржем, отмечается ежегодно в третью субботу января.

## Портер и стаут
История стаута и портера переплетается. Название «стаут», используемое для тёмного пива, появилось потому, что крепкие портеры продавались под названием «стаут портер», позже его сократили до просто «стаут». Guinness Extra Stout первоначально назывался «Extra Superior Porter» и получил название «Extra Stout» только в 1840 году. Сегодня эти термины используются разными пивоварнями почти взаимозаменяемо для обозначения тёмных сортов пива, и у этих двух стилей больше общего, чем различий.